# Shigeo Arai
Shigeo Arai (n. 8 august 1916, Shizuoka, Japonia – d. 19 iulie 1944, State of Burma⁠(d)) a fost un înotător ce a reprezentat Japonia, medaliat olimpic. A participat la o ediție a Jocurilor Olimpice (1936) în care a câștigat o medalie de aur și o medalie de bronz.